# Máriakálnok
Máriakálnok (deutsch Gahling) ist eine ungarische Gemeinde im Kreis Mosonmagyaróvár im Komitat Győr-Moson-Sopron. Zur Gemeinde gehören die westlich gelegenen Ortsteile Aranyossziget und Malomdűlő.

## Geografische Lage
Máriakálnok liegt 30 Kilometer nordwestlich des Komitatssitzes Győr, unmittelbar östlich der Kreisstadt Mosonmagyaróvár am linken Ufer des Flusses Moson-Donau.  Nachbargemeinden sind Halászi und Kimle.

## Geschichte
Im Jahr 1913 gab es in der damaligen Kleingemeinde 139 Häuser und 857 Einwohner auf einer Fläche von 2617 Katastraljochen. Sie gehörte zu dieser Zeit zum Bezirk Magyaróvár im Komitat Moson. Von 1950 bis 1976 gehörte die Ortschaft Arak zu Máriakálnok.

## Gemeindepartnerschaften
- Hüffenhardt, Deutschland[4]
- Štvrtok na Ostrove, Slowakei[4]

## Sehenswürdigkeiten
- Heimatmuseum (Szigetköz Múzeum)
- Römisch-katholische Kirche Szentháromság
- Römisch-katholische Kapelle Sarlós Boldogasszony
- Rosarium
- Schloss Marsowszky (Marsowszky kastély)
- Weltkriegsdenkmal

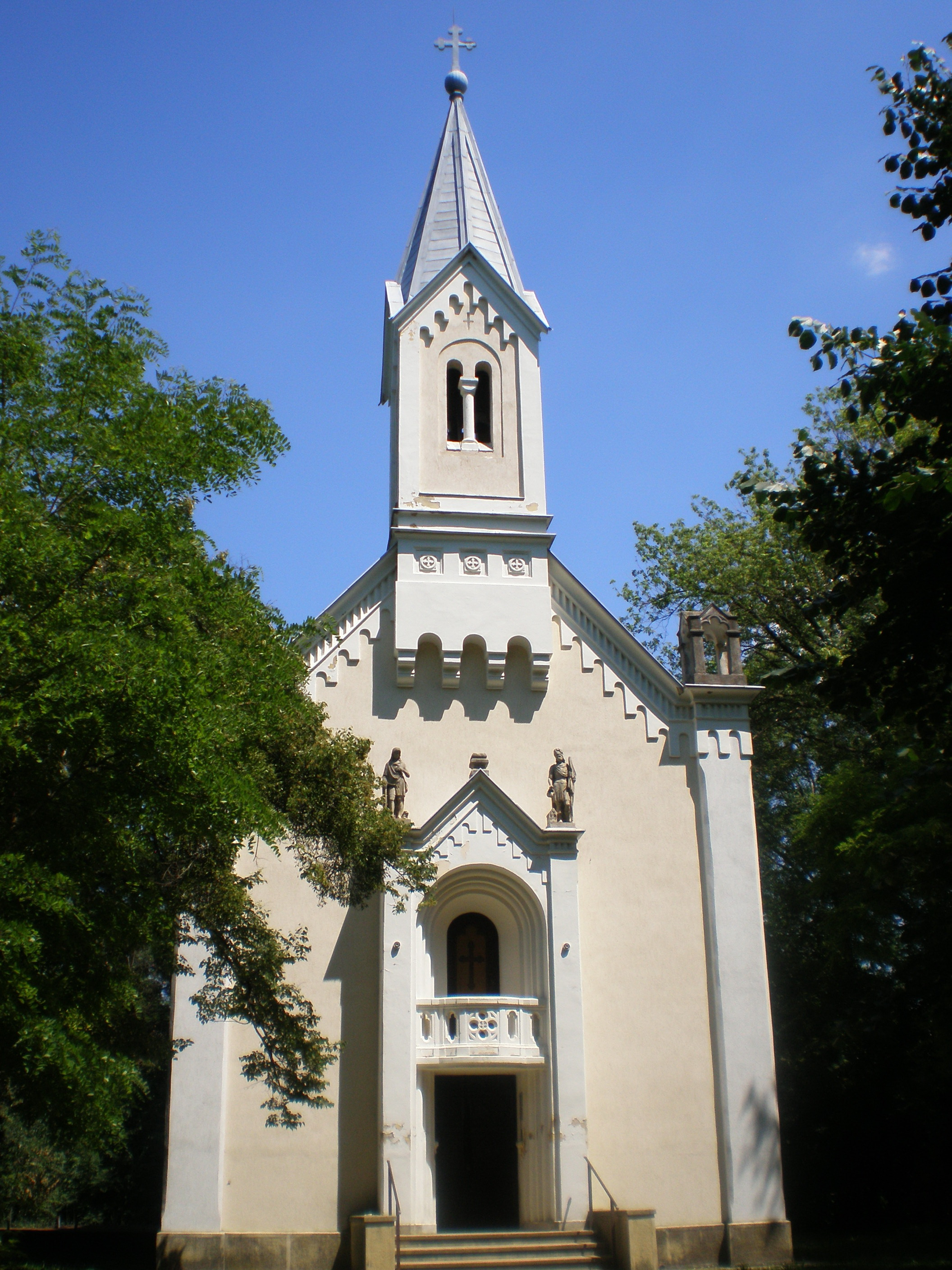
Kapelle Sarlós Boldogasszony
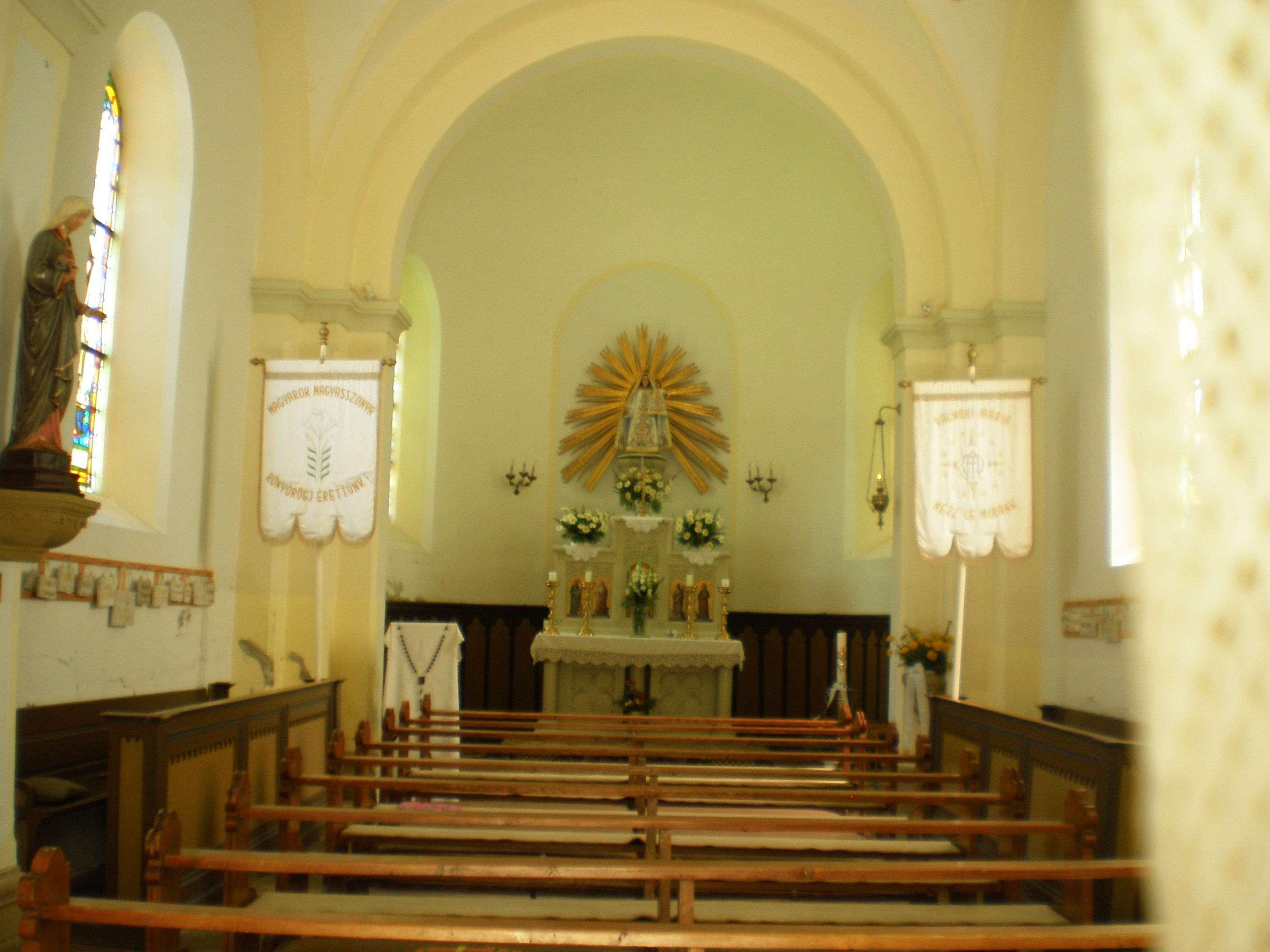
Innenraum der Kapelle
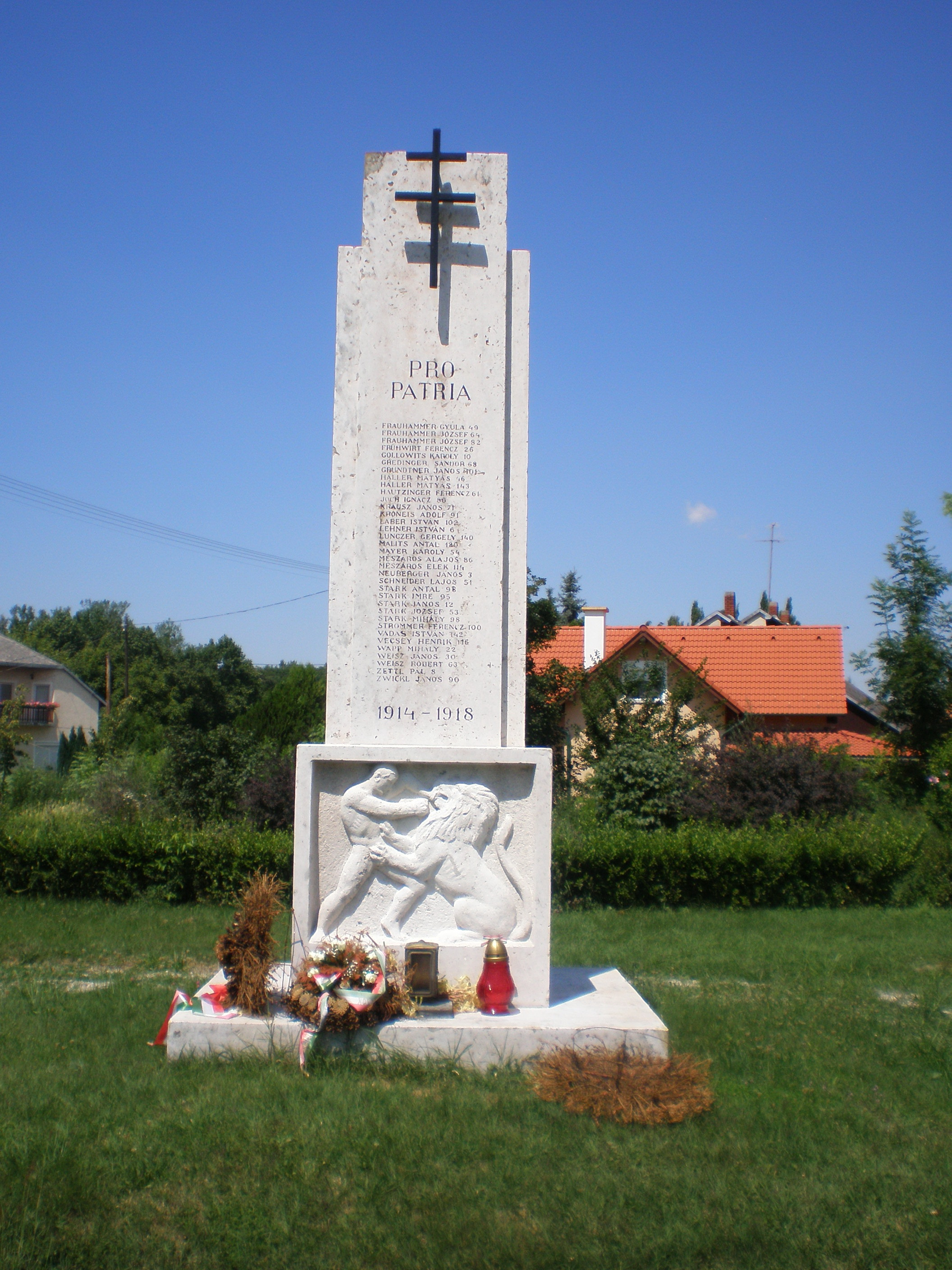
Weltkriegsdenkmal
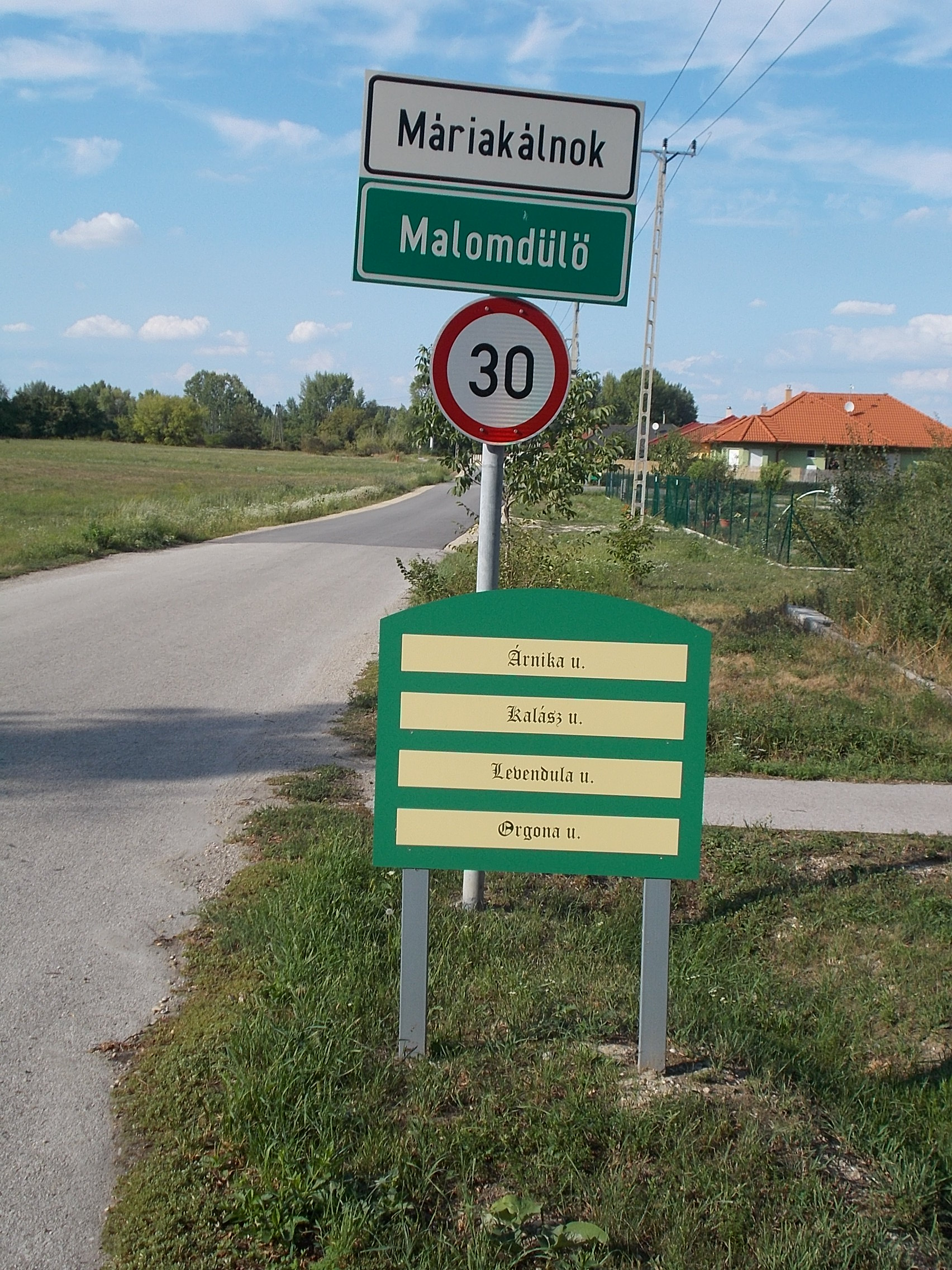
Tafel des Ortsteiles Malomdűlő
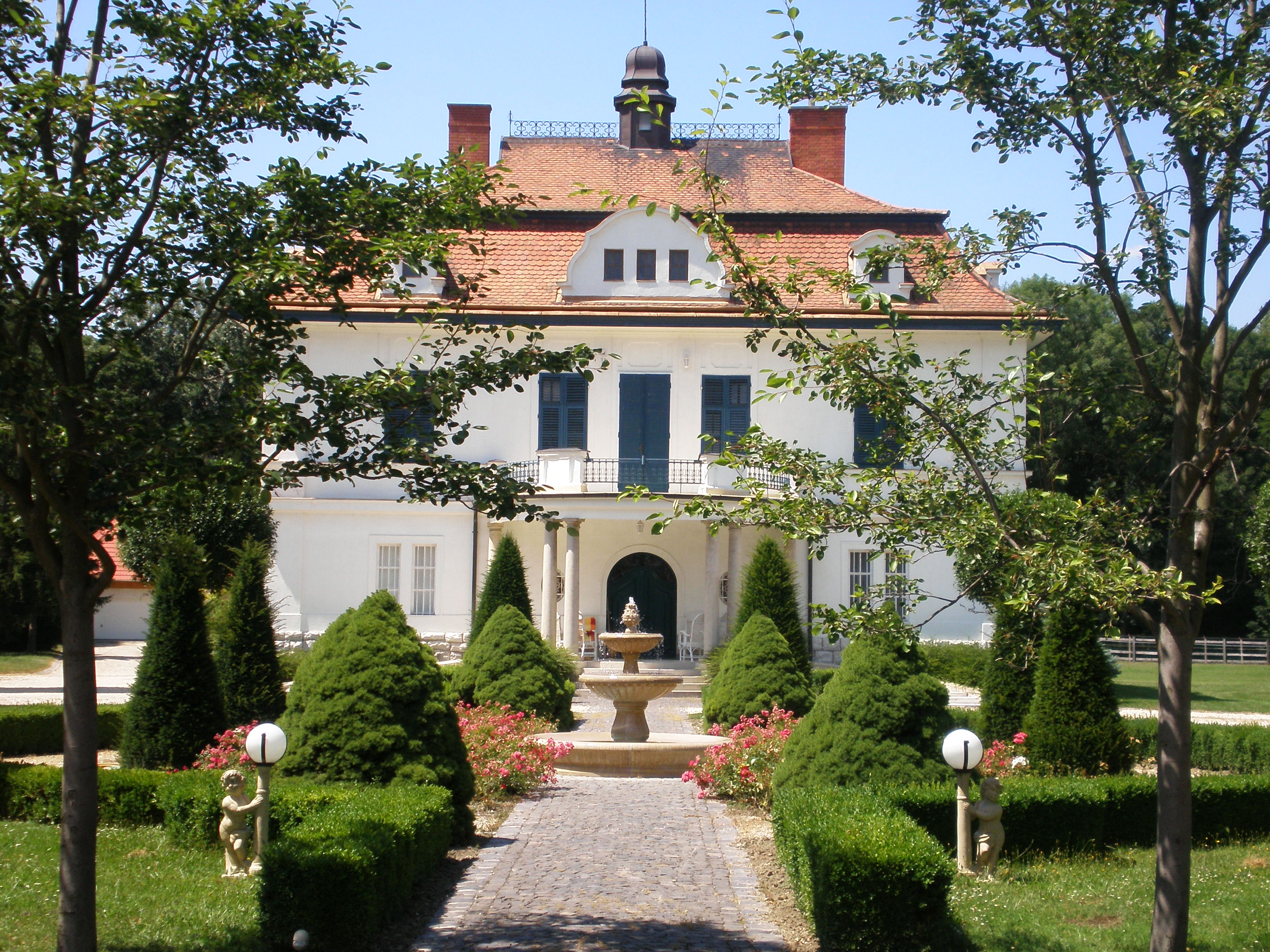
Schloss Marsowszky
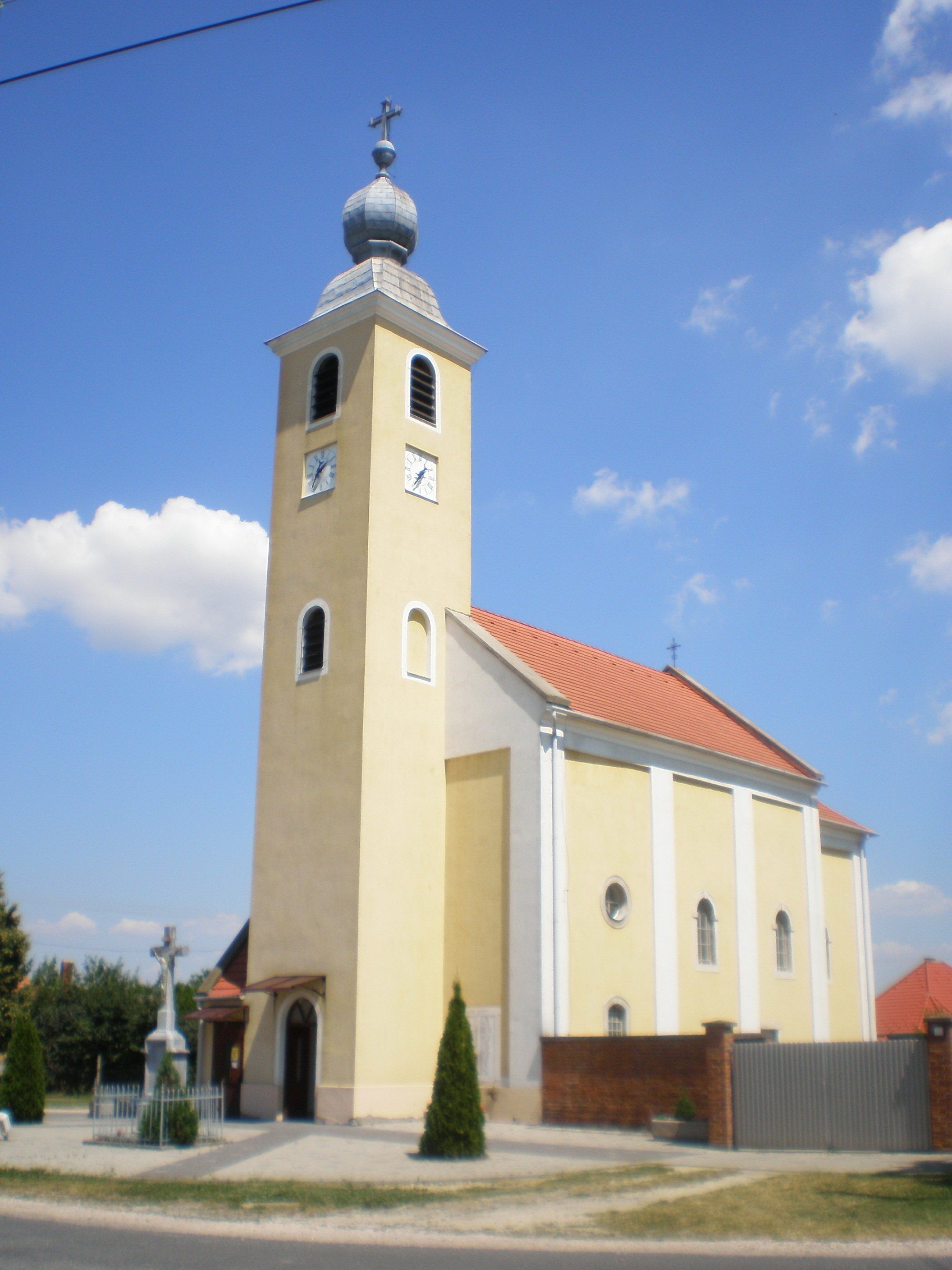
Römisch-katholische Kirche Szentháromság

## Verkehr
Durch Máriakálnok verläuft die Landstraße Nr. 1406. Es bestehen Busverbindungen nach Mosonmagyaróvár sowie über Arak nach Darnózseli. Der nächstgelegene Bahnhof befindet sich in Mosonmagyaróvár.